# A látnok (X-akták)
A látnok az amerikai sci-fi sorozat tizenharmadik epizódja.

## Cselekmény
Dana Scully - szüleit William és Margeret - szórakoztatja kicsivel karácsony után. Távozásuk után elalszik a kanapéján. Jó pár órával később felébred és ülő édesapját látja magával szemben, aki halkan beszél hozzá. Csörög a telefon, édesanyja hívja és sírva elmondja neki, hogy édesapja elhunyt egy órával ezelőtt, szívroham következtében. Összezavarodva ismét látja a széket, ezúttal üresen.
Raleigh-ben, Észak-Karolina, egy fiatal párt elrabol egy magát rendőrnek kiadó férfi. Fox Mulder elmondja Scullynak, hogy Luther Lee Boggs, egy sorozatgyilkos, akit évekkel ezelőtt segített elfogni, pszichés kinyilatkoztatást az emberrablóról. Felajánlotta segítségét a rendőrségnek, halálos ítéletének megváltoztatásért cserébe. Mulder szokatlanul szkeptikus Boggs állításaival szemben. Felkeresik a börtönben, az ügynökök átadnak neki egy bizonyítékdarabat, amelytől látomásai támadnak. Beszélni kezd, de kiderül hogy ez valójában Mulder pólójának egy darabja. Meggyőződve arról hogy hazudik az ügynökök távoznak. Azonban Scully visszanéz Boggs-ra és ismét apját látja, aki hozzá beszél és a temetésén elhangzott dalt "Beyond the Sea" énekli. Scully nem beszél erről Muldernek. Az ügynökök megvitatják annak lehetőségét, hogy Boggs egy partnerrel végeztette az emberrablást, kivégzésének elkerülése érdekében.
Az ügynökök  hamis újságot készítettnek, amely közli hogy a párt megtalálták, remélve hogy Boggs megpróbál kapcsolatba lépni bűntársával. Az átverés nem sikerül, de homályos dolgokat tudnak meg az ügyről. Scully, ezekre figyelve, talál egy raktárat ahol a párt tartották, majd Muldert és számos ügynököt egy csónakházhoz vezeti, ahol az emberrabló fogva tartja a párt. A lányt megmentik, de az emberrabló Mulderre lő, és elmenekül a fiúval. A többiek követik, Muldert és a lányt kórházba szállítják.
Boggs, amikor Scully ismét meglátogatja, újabb információkat ad neki a gyerekrabló új tartózkodási helyéről. Figyelmezteti a nőt, hogy kerülj el a kék ördögöt. Scully a Boggs által megadott új helyszínre vezet számos ügynököt - egy sörfőzdébe - ahol rajtaütnek a gyerekrablón és a fiatal fiún. Scully üldözőbe veszi a gyerekrablót, aki menekül. Scully megtorpan, amikor a férfi végigfut egy hídon, a sörfőzde logója - egy leselkedő kék ördög - alatt. A híd megadja magát, a gyerekrabló lezuhan és szörnyethal.
Scully ismét beszél Boggs-szal, azt sugallva, hogyha ő szervezte a gyerekrablást, akkor a gyerekrabló miért nem volt tudatában annak a veszélynek, amelyre őt figyelmeztette. Boggs azt állítja, hogy képes kapcsolatot teremteni az édesapjával, és átad neki egy utolsó üzenetet, ha részt vesz a kivégzésén. Ahogy kivégzésére készül, Boggs látja, hogy Scully nincs jelen.
Scully meglátogatja Muldert a kórházban, elmondja neki, hogy megváltozott a véleménye és most már hisz Mulder elméletében, hogy Boggs rendezett meg mindent. Bizonyítékként adja elő, hogyha Boggs tudta hogy ő Mulder társa, akkor információkat szerezhetett apja haláláról és ezeket arra használta, hogy manipulálja őt. Mulder megkérdezi tőle, hogy miért fél hinni, még ha ez azt is jelenti, hogy elveszti az esélyét, hogy Boggs-on keresztül ismét hallja apját. Azt mondja már nincs szüksége semmit hallania, mivel tudja, hogy apja mit mondott volna.

## Érdekesség
Míg a Scully édesapját alakító színész, Don Davis a sorozat folyamán további egy részben (2. évad 8. rész: Egy lélegzet) szerepel, addig az édesanyját alakító színésznő, Sheila Larkin, ezzel az epizóddal együtt összesen 15 epizódban szerepel. Ez nem véletlen hiszen a sorozat társproducerének: R. W. Goodwin, felesége.

## Fordítás
Ez a szócikk részben vagy egészben  a   Beyond the Sea (The X-Files) című angol Wikipédia-szócikk fordításán alapul.  Az eredeti cikk szerkesztőit annak laptörténete sorolja fel. Ez a jelzés csupán a megfogalmazás eredetét és a szerzői jogokat jelzi, nem szolgál a cikkben szereplő információk forrásmegjelöléseként.